# SC Columbia XXI Wien
SC Columbia XXI Wien is een Oostenrijkse voetbalclub uit Jedlsee, een stadsdeel van het Weense district Floridsdorf.
De club werd in 1908 opgericht. In 1927 sloot de club zich bij de amateurbond VAFÖ aan en speelde daar tot deze werd opgeheven in 1934. Daarna sloot de club zich bij de Weense voetbalbond aan en speelde in de lagere klassen. 
Na de titel in de derde klasse in 1943 promoveerde de club voor het eerst naar de hoogste klasse. De beste plaats van de club was vierde in 1946 en 1947. In 1950 degradeerde de club en slaagde er niet meer in terug te keren. In 1957 degradeerde Columbia opnieuw en verzeilde later in de laagste klassen van Wenen. In 1999 promoveerde de club opnieuw naar de Wiener Stadtliga (vierde klasse). In 2005 werd de naam veranderd in SC Columbia Floridsdorf. 